# Prometheus (Stargate SG-1)
Prometheus (Prometeo) es el decimoprimer episodio de la sexta temporada de la serie de televisión de ciencia ficción Stargate SG-1, y el episodio N.º 121 de toda la serie. Este episodio es la Parte 1 de 2, y es seguida por "Unnatural Selection".

## Trama
Mientras sube a su auto, la Mayor Carter es interceptada por una periodista llamada Julia Donovan, quien además de preguntarle sobre un proyecto ultrasecreto de la Fuerza Área llamado "Prometheus", logra llamar su atención mostrándole un fragmento de "Trinium". Aun así, Carter niega todo y se va, para una vez en el SGC informar a Hammond lo sucedido.
El Mayor Davis es enviado a hablar con la Srta. Donovan para detener su historia, pero solo aviva más su determinación. Ante esto, Davis y Carter van a hablar con la cadena de Donovan para evitar que emitan su historia, pero Donovan amenaza con llevarla al extranjero. Sin embargo, el productor de la cadena ofrece darles los derechos exclusivos y revelar la fuente de información, a cambio de un recorrido por las instalaciones para Donovan y un equipo de cámara. El SGC acepta esto, pero en realidad planean engañarla y destruir todo el material, una vez descubran la fuente de la filtración.
Según lo acordado, traen a Donovan y a su equipo de filmación a una ubicación secreta en el desierto. Bajan el complejo y llegan a donde se encuentra el "Prometeo", la primera nave espacial de la USAF. Carter les explica su tecnología, a medida que recorren su interior. Mientras Carter y Jonas conduce a Donovan y al productor al cuarto de motores, el equipo de filmación atonta a 2 guardias usando armas Zat y comienzan a asegurar la nave.
Sin saber esto, al no poder comunicarse con el puente Carter va a revisar, mientras Jonas se queda con los dos reporteros. Carter entonces es atacada por el equipo de cámara, pero logra huir a un cuarto, que es después sellado por los intrusos. Entre tanto, Jonas intenta desde su posición hacer algo para impedir que los secuestradores tomen control completo de la nave, pero lo detienen. El productor se revela también como cómplice y les entrega el cristal de control retirado por Jonas. 
Fuera del hangar, el Mayor Davis informa a O'Neill y a Teal'c de la situación cuando son contactados por los secuestradores. Exigen la liberación y entrega de Frank Simmons y Adrian Conrad. Mientras tanto, Carter entra en contacto con el exterior e idea un plan para manipular los motores Subluz.
Más adelante los secuestradores amenazan con matar a los rehenes si Jonas no ajusta la hiperpropulsión. El productor protesta diciendo que le prometieron que no habría muertos. Entonces los secuestradores lo matan. Después según lo acordado, Adrián Conrad (aun poseído por un Goa'uld) y el Coronel Simmons son traídos al Prometeo. Simmons asume el mando y hace despegar la nave, justo cuando Carter logra salir de la bodega sellada. El Coronel O'Neill y Teal'c entonces deciden infiltrarse a la nave usando un planeador de la muerte.
Luego de salir de la órbita terrestre, Simmons informa a sus prisioneros lo que sucederá. En tanto, Carter por fin manipula los motores de Subluz, pero entonces es confrontada por 3 secuestradores, que rápidamente son inmovilizados por O'Neill y Teal'c. En ese momento, la nave entra al hiperespacio, y luego en el puente se desata una lucha entre Simmons y el Goa'uld. Éste logra infectar al Coronel, que luego ataca a O'Neill y a Teal'c. Sin embargo, el Prometeo entonces sale repentinamente del hiperespacio, y el Coronel O'Neill aprovecha para abrir una escotilla y expulsar a Simmons al vacío del espacio.
Luego de retomar la nave, el SG-1 se entera por uno de los secuestradores que estos planeaban ir a un mundo donde se localizaban escondidas armas avanzadas. Sin embargo, el equipo constata que se encuentra en medio de la nada y sin energía para regresar. Es en ese momento cuando aparece una Nave Asgard. Thor se teletransporta al puente donde saluda al SG-1. Pero cuando O'Neill le pregunta si puede ayudarlos, Thor revela que en realidad los Asgard necesitan la ayuda del equipo, ya que los Replicadores han invadido su mundo natal, Othala.

## Artistas invitados
- George Wyner como Al Martell.
- Ian Tracey como Smith.
- Kendall Cross como.
- Colin Cunningham como el Mayor Paul Davis.
- Enid-Raye Adams como Jones.
- John de Lancie como el Coronel Franks Simmons.
- Bill Marchant como Adrian Conrad.
- Jason Gaffney como Sanderson.
- Catherine Lough Haggquist como Sargento Técnico.
- Kyle Cassie como Reynolds.
- Todd Hann como el Sargento SF Gibson.
- Colby Johannson como Sargento SF Finney.
- Michael Shanks como Thor.